# Magnus Brasch

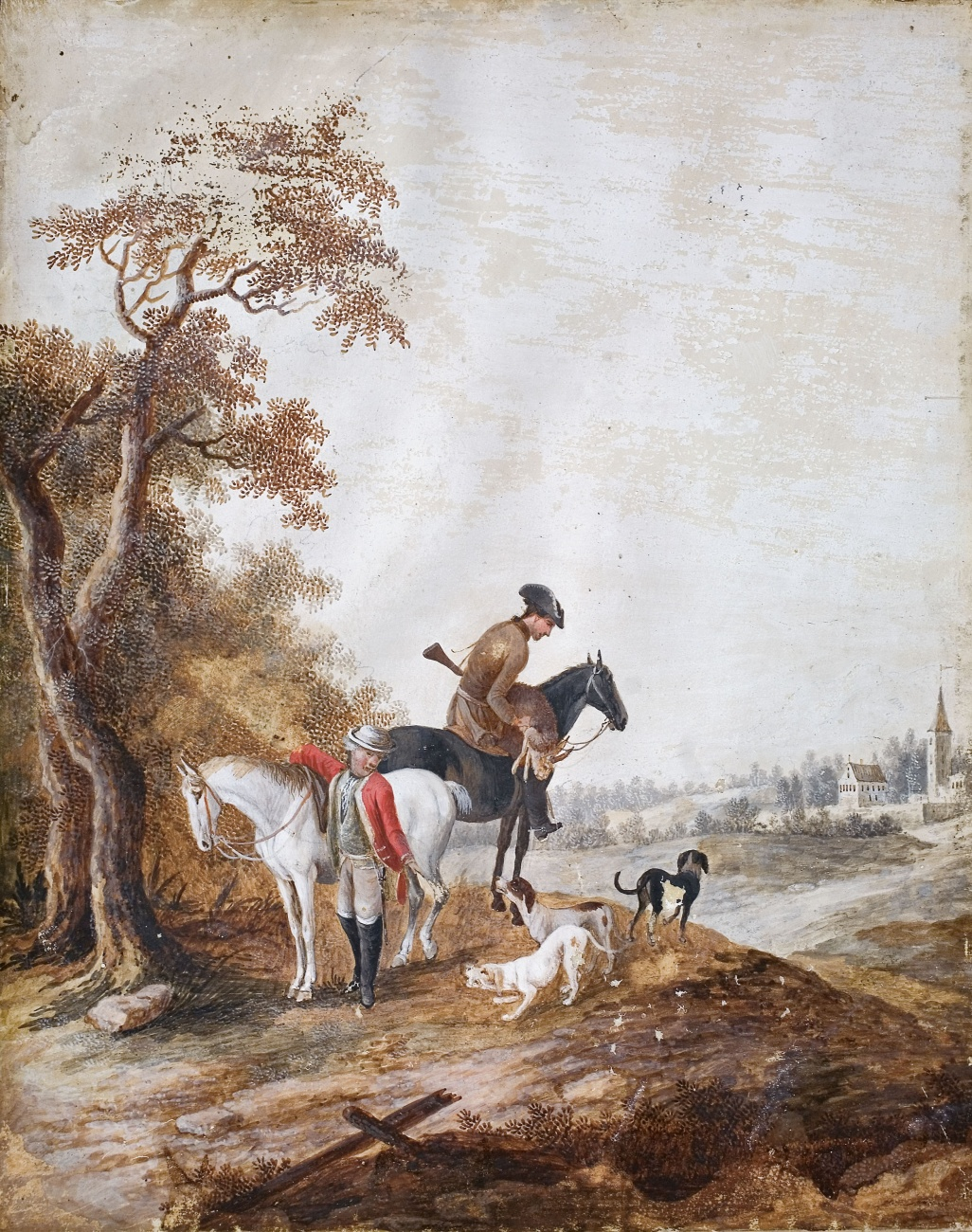
Landschaft mit Jägern I.

Magnus Brasch (auch: Prasch) (* 1731 in Nürnberg; † 1787 in Nürnberg) war ein deutscher Maler, hauptsächlich Tiermaler von Jagdszenen. Magnus Brasch war Sohn des Tiermalers Wenzel Ignaz Brasch (1708–1761).

## Leben
In München war er Schüler des Hofmalers Peter Jakob Horemans. Danach lebte in seiner Geburtsstadt Nürnberg als freischaffender Maler.

## Werk
Neben einer größeren Zahl von Gemälden hat er auch eine Sammlung von Kupferstichen veröffentlicht.
- Vier und zwanzig Abbildungen verschiedener Hunde., Verlag in der Raspischen Buchhandlung., 1789

## Sonstiges
- Nennung zweier Bilder, „Zwei Pferdestücke, Oelgemälde auf Leinwand. v. Brasch“, in einem Auktionskatalog von 1826 in Nürnberg: dort Verzeichniß der Sammlung der Bücher, Oelgemälde, Kupferstiche, Wasser- und Email=Malereien, … des zu Nürnberg verstorbenen Herrn Oberpostmeisters Schustern, S. 16, Positionen 10. und 11. (Digitalisat bei Google Books)